# Kalender von Umma
Der Kalender der südmesopotamischen Stadt Umma begann im Gegensatz zum babylonischen Kalender mit dem vierten Monat, der in Umma den Namen Nesag trug und als einziger Festmonat Prozessionen beinhaltete. Diese waren dem Stadtgott Šara gewidmet. In Urkunden der Ur-III-Zeit war der Monat Nesag mit der Zusatzbezeichnung Neujahr verbunden. Die Bedeutung von Nesag als Erstlingsgaben stand in Umma mit dem Ende der Ernte als Erntedankfest im August in Verbindung.
Das Šara-Fest des Monats Nesag fand im ersten Monat des neuen Jahres statt, das in zwei ungleiche Jahresabschnitte unterteilt war. Die erste „Jahreshälfte“ umfasste die Kalendermonate 4 (August) bis 12 (April), der zweite Jahresabschnitt die Monate 1 (Mai) bis 3 (Juli).

## Monatsnamen
| Monatsnamen in verschiedenen Epochen und Regionen |                        |                       |                  |                   |
| Monats-Nr.                                        | Babylonischer Kalender | Umma-Kalender         | Ur-III-Kalender  | Lagaš-Kalender    |
| 1                                                 | Nisannu                | Še-gur10-ku5          | Maš-du-ku        | Gan-maš           |
| 2                                                 | Ajaru                  | Sig4-giš-i-šub-ba-gar | Šeš-da-ku        | Gu4-du-bi-sar-sar |
| 3                                                 | Simanu                 | Še-kar-ra-gal-la      | U5-bi-ku         | Ezen-dLi9-si4     |
| 4                                                 | Du'uzu                 | Nesag                 | Ki-sig-dNin-a-zu | Šu-numun          |
| 5                                                 | Abu                    | RI                    | Ezen-dNin-a-zu   | Munux-(DIM4)-ku   |
| 6                                                 | Ululu                  | Šu-numun              | A-ki-ti          | Ezen dDumu-zi     |
| 7                                                 | Tašritu                | Min-eš                | Ezen-dŠul-gi     | Ezen-dŠul-gi      |
| 8                                                 | Araḫsamna              | e-iti-6               | Šu-eš-ša         | Ezen-dBa-ba6      |
| 9                                                 | Kislimu                | Ezen-dLi9-si4         | Ezen-maḫ         | Mu-šu-du7         |
| 10                                                | Tebetu                 | Ezen-dŠul-gi          | Ezen-an-na       | Amar-a-a-si       |
| 11                                                | Šabatu                 | Pap-u-e               | Ezen-me-ki-gal   | Še-gur10-ku5      |
| 12                                                | Addaru                 | Ezen dDumu-zi         | Še-gur10-ku5     | Še-il-la          |